# Gisèle Casadesus
Gisèle Casadesus (ur. 14 czerwca 1914 w Paryżu, zm. 24 września 2017 tamże) – francuska aktorka filmowa i teatralna.

## Życiorys
Była córką Henriego Casadesusa, altowiolisty i Marie-Louise Beetz, harfistki. Jej aktorska kariera trwała nieprzerwanie od połowy lat 30. XX wieku. Ukończyła z wyróżnieniem Conservatoire d'Art Dramatique w Paryżu. W wieku dwudziestu lat dołączyła do zespołu Comédie Française. Pomimo podeszłego wieku regularnie pojawiała się na ekranie, co czyniło ją najstarszą aktywną zawodowo francuską aktorką.
Zmarła 24 września 2017 w Paryżu.

### Życie prywatne
Jej małżeństwo z aktorem Lucienem Pascalem trwało 72 lata. Byli małżeństwem od 1934 do 12 sierpnia 2006, kiedy to Pascal zmarł w wieku 100 lat. Para miała czworo dzieci: Jean-Claude (ur. 1935; dyrygent), Martine (ur. 1939; aktorka), Béatrice (ur. 1942; malarka i rzeźbiarka) i Dominique (ur. 1954; kompozytor).
Starszy brat Gisèle, Christian również był aktorem. Zmarł w 2014, dożywając 101 lat.

## Odznaczenia
- Krzyż Wielki Legii Honorowej – 2017[4]
- Wielki Oficer Legii Honorowej – 2013[5]
- Komandor  Legii Honorowej – 1990[5]
- Krzyż Wielki Orderu Narodowego Zasługi – 2009[6]
- Wielki Oficer Orderu Narodowego Zasługi – 2002[6]
- Komandor Orderu Sztuki i Literatury – 2011[7]
- Oficer Orderu Sztuki i Literatury

## Filmografia
- Awanturnik (1934) jako Geneviève (debiut)
- Du Guesclin (1948) jako Jeanne de Penthièvre
- Kariera na zlecenie (1974) jako pani Lourceuil
- Werdykt (1974) jako Nicole Leguen
- Wierna żona (1976) jako markiza de Lapalmmes
- Słodkie kłamstwa (1988) jako Nemo
- Mężczyźni, kobiety: sposób użycia (1996) jako Clara Blanc, matka Benoit
- Dzieci bagien (1999) jako madame Mercier
- Ładne kwiatki! (2002) jako dama
- Królową być (2005) jako Alma, królowa matka
- Jeż (2009) jako pani de Broglie
- Zamknięty krąg (2009) jako madame Malakian
- Moje popołudnia z Margueritte (2010) jako Margueritte
- Te miłości (2010) jako Ilva w wieku 95 lat
- Klucz Sary (2010) jako pani Tezac
- Pod drzewem figowym (2012) jako Selma
- Weekendy (2014) jako Françoise